# 加斯頓 (印地安納州)
加斯頓（英語：Gaston）是一個位於美國印地安納州特拉華縣的城鎮。

## 地理
加斯頓的座標為40°18′49″N 85°30′03″W / 40.31361°N 85.50083°W，而該地的平均海拔高度為270米（即886英尺）。

## 人口
根據2010年美國人口普查的數據，加斯頓的面積為0.91平方千米，當中陸地面積為0.91平方千米，而水域面積為0.00平方千米。當地共有人口873人，而人口密度為每平方千米959人。